# Sacrifice (Anouk)
"Sacrifice" is een nummer van de Nederlandse zangeres Anouk. Het nummer verscheen op haar debuutalbum Together Alone uit 1997. Op 21 augustus 1998 werd het nummer uitgebracht als de vierde en laatste single van het album.

## Achtergrond
De tekst en zanglijnen van "Sacrifice" zijn geschreven door Orfeo Bouman, een goede vriend van Anouk. Simon van Amerongen schreef het gitaarspel en hielp mee met de tekst. Het nummer werd geproduceerd door John Sonneveld in samenwerking met Golden Earring-leden Barry Hay en George Kooymans. Het nummer gaat over een relatie die ten einde komt, omdat de geliefde van de ik-persoon in het nummer behoefte heeft aan vrijheid. In tegenstelling tot de drie voorgaande singles van Together Alone, die een steviger rockgeluid hebben, is dit een rustige ballad waarop Anouk enkel wordt begeleid op de akoestische gitaar, bespeeld door Lex Bolderdijk.
"Sacrifice" werd na "Nobody's Wife" de tweede top 10-hit van het album Together Alone. In de Top 40 kwam het nummer op de zevende plaats terecht, terwijl het in de Mega Top 100 een positie hoger piekte. Daarnaast stond de single ook drie weken genoteerd in de Vlaamse Ultratop 50, met plaats 47 als hoogste notering. Anouk zong het nummer tijdens haar eerste televisieoptreden op de regionale zender TV West in de lente van 1997, nog voordat haar debuutalbum verscheen. Beelden van dit optreden, waar zij het nummer zingt op een bank in een park, verschenen in 2013 op YouTube.
In de oorspronkelijke videoclip van "Sacrifice", geregisseerd door René Eller, was Anouk te zien op een boot in het noorden van Noorwegen. Deze clip werd door Anouk afgekeurd, omdat zij vond dat zij hierin te veel op Willeke Alberti leek en dit niet bij haar imago vond passen. Deze "verboden" versie van de clip verscheen in 2001 op de dvd ter ondersteuning van het album Lost Tracks. In de videoclip die uiteindelijk verscheen was Anouk te zien met een hond, die aan het eind trouwt met een andere hond.

## Hitnoteringen

### Nederlandse Top 40
Na de hitsingle Nobody's wife was deze laatste single van het debuutalbum de grootste hit.
| Hitnotering: 05-09-1998 t/m 05-12-1998 | Hitnotering: 05-09-1998 t/m 05-12-1998 | Hitnotering: 05-09-1998 t/m 05-12-1998 | Hitnotering: 05-09-1998 t/m 05-12-1998 | Hitnotering: 05-09-1998 t/m 05-12-1998 | Hitnotering: 05-09-1998 t/m 05-12-1998 | Hitnotering: 05-09-1998 t/m 05-12-1998 | Hitnotering: 05-09-1998 t/m 05-12-1998 | Hitnotering: 05-09-1998 t/m 05-12-1998 | Hitnotering: 05-09-1998 t/m 05-12-1998 | Hitnotering: 05-09-1998 t/m 05-12-1998 | Hitnotering: 05-09-1998 t/m 05-12-1998 | Hitnotering: 05-09-1998 t/m 05-12-1998 | Hitnotering: 05-09-1998 t/m 05-12-1998 | Hitnotering: 05-09-1998 t/m 05-12-1998 | Hitnotering: 05-09-1998 t/m 05-12-1998 |
| Week                                   | 1                                      | 2                                      | 3                                      | 4                                      | 5                                      | 6                                      | 7                                      | 8                                      | 9                                      | 10                                     | 11                                     | 12                                     | 13                                     | 14                                     |                                        |
| -------------------------------------- | -------------------------------------- | -------------------------------------- | -------------------------------------- | -------------------------------------- | -------------------------------------- | -------------------------------------- | -------------------------------------- | -------------------------------------- | -------------------------------------- | -------------------------------------- | -------------------------------------- | -------------------------------------- | -------------------------------------- | -------------------------------------- | -------------------------------------- |
| Positie                                | 26                                     | 21                                     | 11                                     | 8                                      | 7                                      | 12                                     | 13                                     | 18                                     | 30                                     | 30                                     | 28                                     | 28                                     | 32                                     | 40                                     | uit                                    |

### Mega Top 100
| Hitnotering: 29-08-1998 t/m 30-01-1999 | Hitnotering: 29-08-1998 t/m 30-01-1999 | Hitnotering: 29-08-1998 t/m 30-01-1999 | Hitnotering: 29-08-1998 t/m 30-01-1999 | Hitnotering: 29-08-1998 t/m 30-01-1999 | Hitnotering: 29-08-1998 t/m 30-01-1999 | Hitnotering: 29-08-1998 t/m 30-01-1999 | Hitnotering: 29-08-1998 t/m 30-01-1999 | Hitnotering: 29-08-1998 t/m 30-01-1999 | Hitnotering: 29-08-1998 t/m 30-01-1999 | Hitnotering: 29-08-1998 t/m 30-01-1999 | Hitnotering: 29-08-1998 t/m 30-01-1999 | Hitnotering: 29-08-1998 t/m 30-01-1999 | Hitnotering: 29-08-1998 t/m 30-01-1999 | Hitnotering: 29-08-1998 t/m 30-01-1999 | Hitnotering: 29-08-1998 t/m 30-01-1999 | Hitnotering: 29-08-1998 t/m 30-01-1999 | Hitnotering: 29-08-1998 t/m 30-01-1999 | Hitnotering: 29-08-1998 t/m 30-01-1999 | Hitnotering: 29-08-1998 t/m 30-01-1999 | Hitnotering: 29-08-1998 t/m 30-01-1999 | Hitnotering: 29-08-1998 t/m 30-01-1999 | Hitnotering: 29-08-1998 t/m 30-01-1999 | Hitnotering: 29-08-1998 t/m 30-01-1999 |
| Week                                   | 1                                      | 2                                      | 3                                      | 4                                      | 5                                      | 6                                      | 7                                      | 8                                      | 9                                      | 10                                     | 11                                     | 12                                     | 13                                     | 14                                     | 15                                     | 16                                     | 17                                     | 18                                     | 19                                     | 20                                     | 21                                     | 22                                     |                                        |
| -------------------------------------- | -------------------------------------- | -------------------------------------- | -------------------------------------- | -------------------------------------- | -------------------------------------- | -------------------------------------- | -------------------------------------- | -------------------------------------- | -------------------------------------- | -------------------------------------- | -------------------------------------- | -------------------------------------- | -------------------------------------- | -------------------------------------- | -------------------------------------- | -------------------------------------- | -------------------------------------- | -------------------------------------- | -------------------------------------- | -------------------------------------- | -------------------------------------- | -------------------------------------- | -------------------------------------- |
| Positie                                | 49                                     | 27                                     | 17                                     | 10                                     | 6                                      | 9                                      | 10                                     | 12                                     | 13                                     | 16                                     | 21                                     | 25                                     | 31                                     | 36                                     | 44                                     | 49                                     | 54                                     | 59                                     | 64                                     | 68                                     | 74                                     | 77                                     | uit                                    |

### NPO Radio 2 Top 2000
| Nummer met noteringen in de NPO Radio 2 Top 2000 | '05 | '06 | '07 | '08 | '09 | '10 | '11 | '12 | '13  | '14  | '15  | '16  | '17  | '18  | '19  | '20  | '21  |
| ------------------------------------------------ | --- | --- | --- | --- | --- | --- | --- | --- | ---- | ---- | ---- | ---- | ---- | ---- | ---- | ---- | ---- |
| Sacrifice                                        | 675 | 420 | 440 | 722 | 671 | 725 | 847 | 782 | 1061 | 1274 | 1476 | 1943 | 1906 | 1739 | 1905 | 1957 | 1960 |

1. ↑  Een vetgedrukt getal geeft de hoogste notering aan.
2. ↑  2005 was het eerste jaar met een notering voor dit nummer.
3. ↑  Deze tabel is bijgewerkt tot en met de laatste editie (2024).